# Sid-Ahmed Bouziane
Sid-Ahmed Bouziane (* 18. Juli 1983) ist ein Fussballspieler mit französischer und algerischer Staatsbürgerschaft.

## Karriere
Sid-Ahmed Bouziane verließ mit 15 Jahren sein Elternhaus in Dijon und zog 2002 nach Italien, wo man ihn in die Nachwuchsabteilung von Sampdoria Genua aufnahm. In diesem Jahr bestritt er schließlich auch eine Partie für die erste Mannschaft, die damals in der Serie B spielte. In der darauffolgenden Saison wurde er an Solbiatese Arno Calcio ausgeliehen, für die er 15 Partien in der Serie D absolvierte. 2004 erhielt der zentrale Mittelfeldspieler ein Angebot vom Tessiner Verein FC Chiasso. Dort lief er in vier Spielen in der Challenge League auf, konnte sich allerdings nicht aufdrängen. Ein Jahr später wechselte er zum FC La Chaux-de-Fonds. Bei den Neuenburgern fiel er vor allem aufgrund seiner Treffsicherheit auf. Bouziane erzielte in der Saison 2006/07 16 Tore in 33 Begegnungen. Zum Saisonende schloss er sich für zwei Jahre dem Servette FC Genève an, wo für ihn eine lange Leidenszeit begann.
Bereits bei einem der ersten Trainings bei den Genfern verletzte sich der Franzose im September 2007 am Meniskus und musste operiert werden. Nachdem Bouziane wieder eingesetzt werden konnte, bestritt er drei Spiele, bevor er im Frühjahr 2008 wegen einer Muskelverletzung erneut für mehrere Wochen ausfiel. Anfang des Jahres 2009 verletzte sich der Mittelfeldspieler abermals am rechten Knie und unterzog sich aufgrund von Komplikationen einer weiteren Operation. Im Verlauf von zwei Jahren konnte Bouziane wegen seiner gesundheitlichen Probleme nur in 23 Partien für die Genfer antreten, welche den auslaufenden Vertrag nicht verlängerten. Im Sommer 2009 stand er daher ohne Verein da.
Bouziane kehrte an seinen Geburtsort zurück, wo er vorübergehend mit dem AS Quetigny trainierte. Schließlich setzte der FC Thun sein Vertrauen in den Franzosen und nahm ihn im Februar 2010 bis Ende Saison unter Vertrag. Der Mittelfeldakteur, der als filigraner Techniker gilt, fand bei den Berner Oberländern zu seiner Torgefährlichkeit zurück und schoss in 12 Spielen sechs Tore. Auch dank den Leistungen von Zidou [ziˈdu], wie Bouziane von seinen Teamkollegen genannt wird, wurde der FC Thun in dieser Saison Challenge-League-Meister und stieg in die Axpo Super League auf.
Da der FC Thun Bouziane keinen neuen Vertrag anbot, war der Mittelfeldspieler im Sommer 2010 erneut vereinslos, bevor er beim Challenge-Ligisten Yverdon-Sport am 21. Oktober 2010 einen Vertrag bis Ende der Saison 2010/11 unterschrieb. Bei Yverdon war er seither Stammspieler. Nach dem Abstieg Yverdons in die 1. Liga im Jahr 2011, wechselte er zu SR Delémont, das allerdings ein Jahr später der Reduktion der Challenge League zum Opfer fiel und in die neue 1. Liga Promotion abstieg. Im August 2012 wechselte er zum FC Le Mont-sur-Lausanne in die 1. Liga Classic und stieg im Folgejahr in die 1. Liga Promotion auf.

## Titel und Erfolge
2009/10 Challenge-League-Meister mit dem FC Thun